# Ryszard Wojna

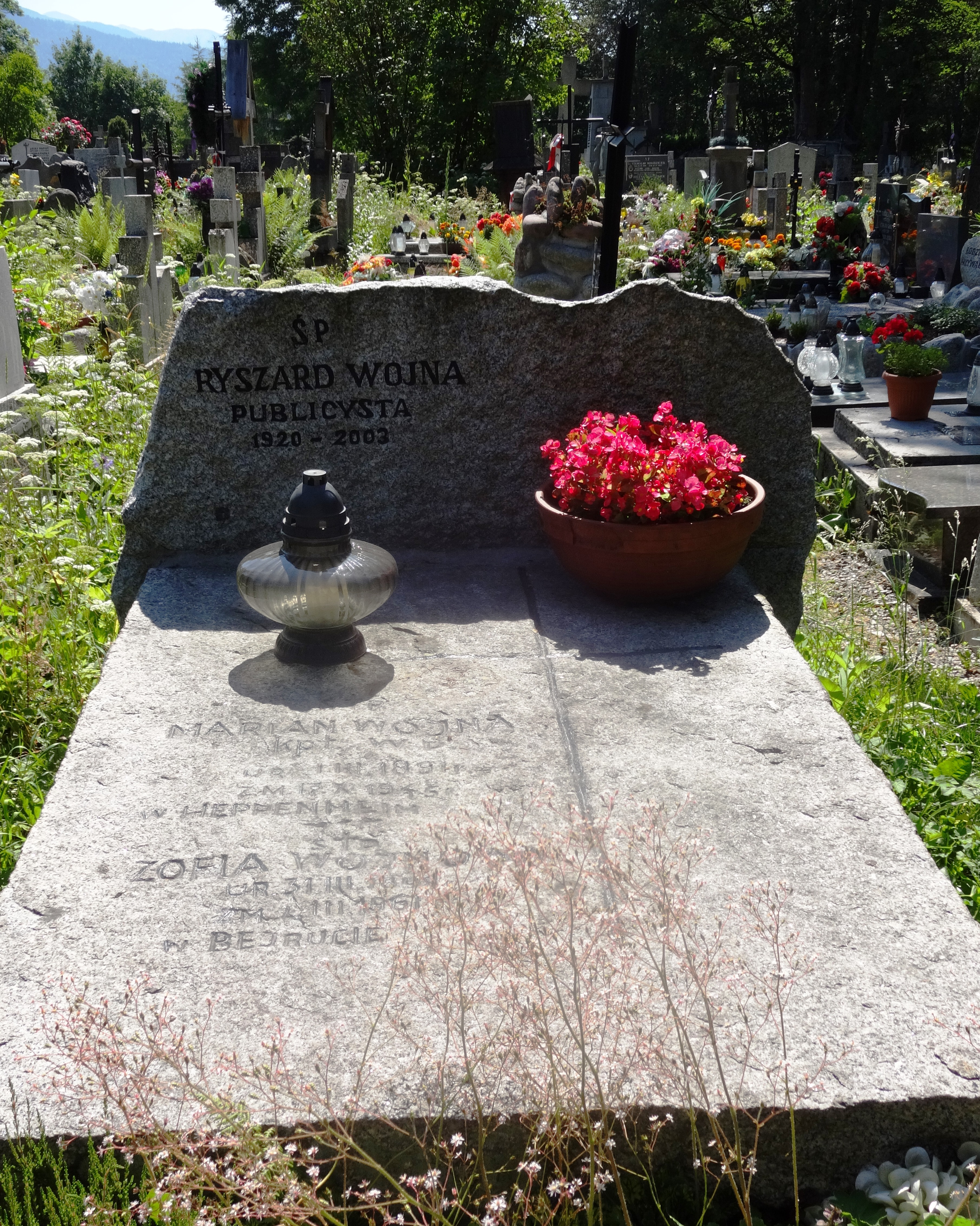
Grób Ryszarda Wojny
na Nowym Cmentarzu w Zakopanem

Ryszard Henryk Wojna (ur. 2 lipca 1920 w Sanoku, zm. 25 grudnia 2003 w Warszawie) – polski dziennikarz, redaktor, publicysta, pisarz i polityk, poseł na Sejm PRL VII, VIII i IX kadencji.

## Życiorys
Młodość spędził w Zakopanem, gdzie jego matka miała willę. Tu również ukończył gimnazjum i uzyskał w 1938 maturę. Po maturze rozpoczął studia na Uniwersytecie Jagiellońskim. Kontynuował je (ekonomię) do 1943 we Francji w Grenoble, nie uzyskał jednak dyplomu.
1 kwietnia 1940 wraz z trzema kolegami z Zakopanego uszedł na nartach z Polski przez Halę Gąsienicową, Zawrat i Gładką Przełęcz, a następnie przez Niżne Tatry na Węgry. Stamtąd przedostał się do Francji. Był uczestnikiem francuskiego ruchu oporu podczas II wojny światowej.
Po wojnie wrócił do kraju. Od 1946 pracował jako dziennikarz, redaktor naczelny gazet regionalnych, korespondent w Republice Federalnej Niemiec, zastępca redaktora naczelnego i redaktor naczelny „Życia Warszawy” w latach 1968–1972. Według materiałów zgromadzonych w archiwum Instytutu Pamięci Narodowej był w latach 1946–1963 tajnym współpracownikiem (agentem-informatorem) Służby Bezpieczeństwa PRL o pseudonimie „125”.
Członek PZPR, zastępca członka Komitetu Centralnego PZPR (w latach 1972–1976), publicysta „Trybuny Ludu”. W latach 1976–1989 poseł na Sejm PRL VII, VIII i IX kadencji. Był wieloletnim członkiem Rady Redakcyjnej organu teoretycznego i politycznego KC PZPR „Nowe Drogi”. W 1984 Stefan Kisielewski umieścił go na tak zwanej „liście Kisiela”. 
Działacz społeczny. W latach 1988–1990 członek Rady Ochrony Pamięci Walk i Męczeństwa. W latach 1986–1989 był członkiem Ogólnopolskiego Komitetu Grunwaldzkiego oraz Rady Konsultacyjnej przy Przewodniczącym Rady Państwa PRL Wojciechu Jaruzelskim.
Kawaler Krzyża Walecznych, Orderu Sztandaru Pracy I i II klasy, Odznaki „Za zasługi dla rozwoju prasy polskiej i Stowarzyszenia Dziennikarzy Polskich” (1974) i innych wysokich odznaczeń. W 1955 otrzymał Medal 10-lecia Polski Ludowej. W 1972 otrzymał nagrodę państwową II stopnia. W 1976 otrzymał Nagrodę indywidualną RSW „Prasa-Książka-Ruch” za rok 1975 (1976). Laureat Nagrody „Miesięcznika Literackiego” (1978) za książkę Rozmowa z ojcem. W roku jubileuszu 45-lecia LWP otrzymał Nagrodę I stopnia Ministra Obrony Narodowej w dziedzinie prasy, radia i telewizji (1988).
Taternik i narciarz związany z Tatrami i Podhalem, został pochowany na Nowym Cmentarzu w Zakopanem (kw. M3-B-15).

## Twórczość
- Szkice arabskie (1964)
- Spokojnie płynie Ren (1971)
- Rozmowa z ojcem (1978)
- Dojrzewanie (1980)
- Komentarz do współczesności (1988)
- Leksykon XX wieku. Najważniejsze wydarzenia (2000)